# Hazel Heald
Hazel Drake Heald (6 aprile 1896 – 4 febbraio 1961) è stata una scrittrice statunitense di pulp fiction, che viveva a Somerville, nel Massachusetts. È forse più conosciuta per aver collaborato con lo scrittore horror americano H. P. Lovecraft.

## Biografia
Heald nacque come figlia di William W. e Oraetta J. Drake nel 1896.

## Collaborazioni
- L'uomo di pietra (The Man of Stone, 1932)
- L'orrore nel camposanto (The Horror in the Burying-Ground, 1933)
- L'orrore nel museo (The Horror in the Museum, 1933)
- La morte alata (Winged Death, 1934). "La mia partecipazione è all'incirca del 90% o 95% ", scrisse Lovecraft ad August Derleth, a proposito di questa storia over-the-top di fumetti e horror.
- Dagli eoni (Out of the Aeons, 1935)